# آگلولیک
آگلولیک در اسطوره‌شناسی اینویی روحی است که در زیر یخ‌ها زندگی می‌کند و به عنوان خدای سرپرست برای محافظت از فک‌ها عمل می‌کند. آگلولیک موجودیتی فرازمینی است که عمیقاً در آئین اینوئیت ریشه دارد و خود را به واسطهٔ اقامتگاه یکتایش در زیر یخ متمایز می‌کند. بر خلاف بسیاری از ارواح دیگر در این فولکلور غنی، آگلولیک اعماق یخ آب‌های اقیانوس منجمد شمالی را خانهٔ خود می‌نامد، جایی که با پشتکار هم بر ساکنان دریا و هم افرادی را که برای امرار معاش به این موجودات دریایی تکیه می‌کنند، نظارت می‌کند. گفته می‌شود که او به ماهیگیرها و شکارچیان کمک می‌کند. اگر شکارچیان قبل از شکار به روح او دعا می‌کردند، آگلولیک به شکار آن‌ها برکت می‌بخشید.
در قلمرو گسترده قطب شمال، مملو از موجودات و نهادهای معنوی، آگلولیک موقعیت منحصر به فرد و محترمی را در فرهنگ اینوئیت به خود اختصاص داده‌است. اعتقاد بر این است که این موجودیت توانایی تغییر شکل بین انسان و حیوان را داراست که این مسئله او را مرموز و غیر قابل پیش‌بینی می‌کند.